# Llista de personatges de Musculman
Aquesta és una llista alfabètica de personatges de Musculman:

## A
- Akuma Shogun o Monstre del Mal - És el General de les forces Malignes de Satanàs. Originàriament era el portador de l'autèntica Màscara d'Or del Planeta Múscul. Apareix gràcies a la combinació de tots els Cavallers Malignes de Satanàs i es constitueix principalment d'una armadura buida.
- Ataru Muscul - El germà gran perdut de Musculator, que va fugir de casa després que el seu pare li donés un entrenament estricte. Entra al torneig del Tron robant la identitat del Soldat Musculman i recluta Blockman Jr., Ninja, Caçador i Búfal per formar la Brigada del Jurament de la Sang Superhumana. Es sacrifica en una batalla contra Musculman Super Phoenix per ensenyar a Musculator la tècnica definitiva del Muscul Clan, la Muscul Spark, però al final torna a la vida gràcies al Face Flash de Suguru.
- Atlantis - Membre dels 7 Superhomes de l'Apocalipsi. Apareix per primer cop al capítol 122 del manga, publicat a Shūkan Shōnen Jump núm. 43 de 1981 (núm. 674 en total), adaptat a la primera part de l'episodi 48 de l'anime. És doblat al català per Xavier Casan.[1]

## B
- Benkiman - Lluitador peruà amb disseny d'orinal que participa en els 21è Jocs Olímpics des Superhomes.
- Blockman (Brockenman) - Superhome nazi i cruel que apira a dominar el món. Mor a mans d'en Menja-tallarines als 20è Jocs Olímpics des Superhomes. Pare d'en Blockman Jr. Apareix per primer cop al capítol 29 del manga, publicat a Shūkan Shōnen Jump núm. 50 de 1979 (núm. 574 en total),[2] adaptat a la primera part de l'episodi 7 de l'anime.[1]
- Blockman Jr. (Brocken Jr.) - Fill d'en Blockman. Té com a objectiu venjar el seu pare. Es tornarà amic d'en Musculator. Va ser doblat al català central per Eduard Farelo.[3] Apaerix per primer cop al capítol 87 del manga, publicat a Shūkan Shōnen Jump núm. 8 de 1981 (núm. 637 en total),[4] adaptat a la segona part de l'episodi 27 de l'anime.[5]
- Búfal o Bufaloman[6] - Cap dels 7 Superhomes de l'Apocalipsi, que es tornarà amic d'en Musculator. Va ser doblat al valencià central per Salomó Sanjuan.[6] Apareix per primer cop al capítol 122 del manga, publicat a Shūkan Shōnen Jump núm. 43 de 1981 (núm. 674 en total),[7] adaptat a la primera part de l'episodi 48 de l'anime.

## C
- Caçador (Ashuraman) - Un dels 6 Cavallers Malignes de Satanàs. Té 3 cares giratòries i 6 braços i s'apropia dels braços d'altres superherois caiguts. És el príncep del Clan Ashura, regnants de l'infern.
- Canadenc (Canadianman) - És un poderós superhome canadenc. Apareix per primer cop al capítol 29 del manga, publicat a Shūkan Shōnen Jump núm. 50 de 1979 (núm. 574 en total), adaptat a la primera part de l'episodi 7 de l'anime.
- Comissari (Comissari Gobugari) - Al principi persegueix a en Decta Cúbitus i a en Pedro Larrocalla-només en l'anime. Va ser doblat al català central per a TVC per Albert Socias.[3] És una paròdia del policia Raisuke Kuroiwa de la sèrie de televisió japonesa Daitokai. Va aparèixer per primer cop al primer capítol del manga. A l'anime apareix per primer cop a la primera part de l'episodi 1.
- Curry Cook - És un oponent de Musculator als 20è Jocs Olímpics des Superhomes. Apareix per primer cop al capítol 29 del manga, publicat a Shūkan Shōnen Jump núm. 50 de 1979 (núm. 574 en total), adaptat a la primera part de l'episodi 7 de l'anime.

## D
- Decta Cúbitus[3] o Kinkotsuman[6]- L'enemic més mortifer d'en Musculator. Va ser doblat al català central per Ramon Llenas[3] i al valencià central per a Canal 9 per Edu Zamanillo.[6] Apareix per primer cop al capítol 18 del manga (1979). A l'anime hi apareix per primer cop a la segona part de l'episodi 1, en una versió del capítol 7 del manga que incorpora aquest personatge com responsable de l'atac del monstre.[8][9]

## E
- Edith Harrison - Presidenta del Consell de Superhomes. Apareix per primer cop al capítol 59 del manga, adaptat a la primera part de l'episodi 22 de l'anime.[10]
- Estèreo (Stecasseking) - Membre dels 7 Superhomes de l'Apocalipsi. Apareix per primer cop al capítol 122 del manga, publicat a Shūkan Shōnen Jump núm. 43 de 1981 (núm. 674 en total), adaptat a la primera part de l'episodi 48 de l'anime. És un dels personatges de la sèrie doblats per Joan Pera.[1]

## F
- Forat Negre (Black Hole) - Membre dels 7 Superhomes de l'Apocalipsi. Apareix per primer cop al capítol 122 del manga, publicat a Shūkan Shōnen Jump núm. 43 de 1981 (núm. 674 en total), adaptat a la primera part de l'episodi 48 de l'anime.

## G
- Gladiador (Junkman) - Un dels 6 Cavallers Malignes de Satanàs, proveït de blocs amb punxes a les mans.

## H
- Harabote Muscle - President de l'associació de superhomes. Apareix per primer cop al capítol 28 del manga, publicat a Shūkan Shōnen Jump nº49 de 1979 (nº573 en total), adaptat a la segona part de l'episodi 6 de l'anime.

## K
- El príncep Kamehame - Antic campió de Hawai. Apareix per primer cop al capítol 53 del manga, adaptat a la segona part de l'episodi 19 de l'anime.
- Kamen (Mr. Khamen) - Superhome de l'antic Egipte, una paròdia de Tutankamon. Apareix per primer cop al capítol 123 del manga, adaptat a la primera part de l'episodi 48 de l'anime.
- Kanibes (Kani Base) - Participant dels Jocs Olimpics que sempre perd contra en Musculator.
- Kimiko Nakano - És l'esposa de Kazuo Nakano. Apareix sovint a les seves retransmissions.
- King Pig - Porc que esdevé Rei del Planeta Múscul, però que al final ho perd tot. Apareix per primer cop al tercer capítol del manga, publicat a Shūkan Shōnen Jump nº24 de 1979 (nº546 en total),[11] i adaptat en la primera part del primer episodi de l'anime.

## L
- Llagosta (Springman) - Membre dels 7 Superhomes de l'Apocalipsi. Apareix per primer cop al capítol 122 del manga, publicat a Shūkan Shōnen Jump nº43 de 1981 (nº674 en total), adaptat a la primera part de l'episodi 48 de l'anime.

## M
- Mari Nikaidō - Professora de la llar d'infants. El primer interés romàntic del personatge, a l'anime, és la novia d'en Musculator durant els anys vuitanta i noranta. Va ser doblat al català per Carme Canet.[3]
- Menja-tallarines[3] (Ramenman) - Púgil Xinés. Inicialment Superhome Cruel i després Superhome Justicier. Amic d'en Musculator. També adopta la identitat de Mongol (Mongolman).
- Mitsú (Meat)[3] - Habitant del Planeta Múscul que va a la Terra per servir en Musculator. Apareix per primer cop al tercer capítol del manga, publicat a Shūkan Shōnen Jump nº24 de 1979 (nº546 en total),[11] i adaptat en la primera part del primer episodi de l'anime. Va ser doblat per Rosa Nualart per a TVC i per Eva Giner per Canal 9. A Musculman: La Nova Generació emesa a Canal Nou 2 el va doblar Mayte Mira.[12]
- Moreno (Nachiguron) - Fidel acompanyant d'en Musculator. Té molta més presència a l'anime. Apareix per primer cop al capítol 12 del manga. A l'anime la seva primera aparició es produeix a la primera parte de l'episodi 14.
- Musculator (Kinniku Suguru)[3] - Protagonista de la història. Superhome Justicier i Príncep del Planeta Múscul. Finalment esdevé Rei. Va ser doblat per Jordi Vila per a TVC i per Felip Bau per Canal 9. A Musculman: La Nova Generació emesa a Canal Nou 2 el va doblar Rafael Ordóñez Arrieta.
- Musculman Big Body - Originalment anomenat Strongman, va ser posseït pel Déu de la Força per participar en el torneig pel tron, però va ser fàcilment derrotat per Super Phoenix. Els seus companys eren Pinçadorsman, Leopardon, Golemman i El Cañoner.
- Musculman Mariposa - Originalment un lladre anomenat George, va ser posseït pel Déu del Vol per participar en el torneig pel tron. Va afirmar que dominava el Muscul Revenger, una de les tres tècniques secretes del Clan Muscul, però va ser castigat pels déus per mentir i va ser derrotat per Robin. Els seus companys eren Falcóman, el Sr. VTR, l'Emperador Mixer (que va aconseguir derrotar a Musculator drenant el seu poder, però va ser derrotat per Mitsu) i el Rei de les 100 Ton.
- Musculman Super Phoenix - Originalment Phoenixman, va ser posseït pel Déu de la Intel·ligència per participar en el torneig del tron. Ha dominat el Muscul Revenger i creu que és el veritable successor del Muscul Throne, després que la seva mare confessés en el seu llit de mort que podria haver pres el príncep del Planeta Muscul en la confusió després que esclatés un incendi a l'hospital on va néixer Musculman. Els seus companys eren Satan Cross, Prisman, Omegaman i Mamutman.
- Musculman Zebra - Originalment anomenat Powerfulman, va ser posseït pel Déu de Les Tècniques per participar en el torneig del tron. Va sacrificar la seva mascota Zebra, Kid, per unir-se a l'Associació de Superherois. Tot i no ser del Clan Muscul, va dominar una de les seves tres tècniques secretes, el Muscul Inferno. Els seus reclutes per al seu equip eren Partenó, Biciman, Motorman i El Manriki.
- Muntanya Forta (The Mountain)- Membre dels 7 Superhomes de l'Apocalipsi. Apareix per primer cop al capítol 122 del manga, publicat a Shūkan Shōnen Jump nº43 de 1981 (nº674 en total), adaptat a la primera part de l'episodi 48 de l'anime.

## N
- Nakano[3] - Comentarista. És una caricatura de Kazuo Nakano, sotsdirector de Shūkan Shōnen Jump. Apareix per primer cop al tercer capítol del manga, adaptat en la primera part del primer episodi de l'anime. Va ser doblat al català per Joan Sanz en un dels seus primers papers.[13]
- Natsuko Shōno - Reportera gràfica de Shūkan Shōnen Jump. Esdevé interés romàntic d'en Terryman. Posteriorment anirà a viure a Amèrica i tindran un fill conegut com a Terry el Xiquet.[12] Apareix per primer cop al setzè capítol del manga, adaptat en la primera part del quart episodi de l'anime. És doblada al català per Isabel Mutaner.[1]
- Neptú - Antigament conegut com Kenkaman, va intentar suïcidar-se després de perdre contra Robin, però va ser salvat per Big the Budo, que el va reclutar per als Superherois Perfectes. El seu equip, la tècnica dels Hell Missionaries, és el Bombardament, que utilitzen per treure les màscares dels seus oponents. Després de ser derrotat per Musculman i Terryman, Neptú es suïcida per evitar que un exèrcit de superherois perfectes envaeixi la Terra, però dos superherois el reviuen i participa en el torneig pel tron sota la identitat falsa El Samurai.
- Ninja (The Ninja) - Un dels 6 Cavallers Malignes de Satanàs, amb aspecte de ninja.

## O
- Okamarasu- és un Kaiju homosexual transvestit. El nom és un joc de paraules d'okama (argot per homosexual masculí). Primer apareix com antagonista del capítol pilot del manga, però més tard torna a aparèixer en el primer capítol serialitzat com un dels alienígenes invasors, adaptat al tercer episodi de l'anime, i de nou com un dels esbirros d'en Decta Cúbitus. S'enamora de Musculman i els seus sentiments per ell el porten a permetre'l escapar de la presó d'en Decta Cúbitus.

## P
- Pedro Larrocalla[3] o Iwao[6]- Monstre i servent d'en Decta Cúbitus. Va ser doblat per Ferran Llavina[3] al català central i per Francesc Fenollosa al valencià central.[6] Apareix per primer cop al capítol 11 del manga. A l'anime la seva primera aparició es produeix en forma de cameo a la primera part de l'episodi 3 de l'anime, en que s'adapta lliurement el primer capítol del manga (on no apareix). El seu nom a l'anime s'esmenta per primer cop en la primera part del quart episodi de l'anime, on s'adapta el setzè capítol del manga.[14]
- Pentagon (Planetman) - Participant dels 21è Jocs Olímpics dels Superhomes.
- Planeta - Un dels 6 Cavallers Malignes de Satanàs, format per planetes. La seva veritable identitat és el planeta ocult Vulcà.

## R
- Raig de Sol (Sunshine) - Un dels 6 Cavallers Malignes de Satanàs, format de sorra.
- Rei Múscul (Mayumi Kinniku)[3] - Pare d'en Musculator i Rei del Planeta Múscul. Apareix per primer cop al tercer capítol del manga, publicat a Shūkan Shōnen Jump nº24 de 1979 (nº546 en total),[11] i adaptat en la primera part del primer episodi de l'anime.[15] El seu nom prové d'Akinobu Mayumi, en l'epoca de la publicació del manga original, jugador de beisbol japonés, posteriorment entrenador. Va ser doblat per Manel Català a la versió emesa per TVC.[3]
- Robin de les Estrelles o símplement Robin[3] (Robin Mask) - Púgil Anglés i Superhome Justicier. Va ser doblat per Xavier Fernández al català central[3] i per Paco Alegre al valencià central.[6] Apareix per primer cop al capítol 28 del manga, adaptat a la segona part del sisè episodi de l'anime.
- Ronyona (ビビンバ Bibinba a l'original) - Novia d'en Musculator. Apareix per primer cop al capítol 82 del manga, publicat a Shūkan Shōnen Jump nº1 de 1981 (nº631 en total),.[16] A l'anime, ella només apareix a la segona pel·lícula, la sèrie "Scramble for the Throne" només al Japó i l'anime Nisei.

## S
- Sanigator (Sneagator) - Un dels 6 Cavallers Malignes de Satanàs, amb la facultat d'adoptar diferents formes de reptil.
- Sayuri Múscul - Mare d'en Musculator i esposa del Rei Múscul. Apareix per primer cop al tercer capítol del manga, publicat a Shūkan Shōnen Jump nº24 de 1979 (nº546 en total),[11] i adaptat en la primera part del primer episodi de l'anime.
- Skyman - Participant dels 20è Jocs Olímpics dels Superhomes.
- Specialman - Participant dels 20è Jocs Olímpics dels Superhomes amb l'aspecte de jugador de futbol americà. Apareix per primer cop al capítol 29 del manga, publicat a Shūkan Shōnen Jump nº50 de 1979 (nº574 en total), adaptat a la primera part de l'episodi 7 de l'anime.

## T
- Terryman[3] - Lluitador estatunidenc. Superhome Justicier i millor amic d'en Musculator i interés amorós de Natsuko Shōno. Apareix per primer cop al capítol 7 del manga, publicat a Shūkan Shōnen Jump nº28 de 1979 (nº550 en total),[17] i adaptat en la segona història del primer episodi de l'anime.

## W
- Warsman[3] - Lluitador de la Unió Soviètica, superhome cíborg que posseeix urpes retràctils de ferro i una excel·lent intel·ligència artificial. Jutja amb calma als seus oponents per derrotar-los en 30 minuts, després dels quals el seu ordinador interior comença a apagar-se. Normalment no té cap expressió facial, però quan s'enfronta a un formidable oponent, un somriure esgarrifós apareix a la seva cara.
- Westerman (Rikishiman) - Lluitador japonés. Rival de Musculator als 21è Jocs Olímpics des Superhomes. Originalment era conegut com Wolfman al manga, però va ser canviat a causa del temor d'una demanda del lluitador de sumo Chiyonofuji Mitsugu.

## Y
- Yosaku - És un tipus estrany que sovint apareix allà on hi ha una càmera de TV, fent una dansa nua improvisada tapant-se amb pompons. A l'anime és conegut per aparèixer gairebé a qualsevol lloc i per realitzar nombroses feines, sobretot al local de bol favorit de Kinnikuman. També fa sovint de locutor amb Nakano. Apareix per primer cop al capítol 5 del manga "Objectiu: Nessie!", adaptat en la primera història del segon episodi de l'anime.
- Yoshigai - És el presentador dels Jocs Olímpics per a Superhomes. Va ser doblat al català per Aleix Puiggalí.[3]